# Kobylin-Kruszewo
Kobylin-Kruszewo – wieś w Polsce położona w województwie podlaskim, w powiecie wysokomazowieckim, w gminie Kobylin-Borzymy.
W latach 1975–1998 miejscowość administracyjnie należała do województwa łomżyńskiego.
Wierni kościoła rzymskokatolickiego należą do parafii św. Stanisława Biskupa i Męczennika w Kobylinie-Borzymach.

## Historia
Założone najprawdopodobniej w XV w. Miejscowość była częścią tzw. okolicy szlacheckiej Kobylino. Pozostałe wsie rozróżnione drugim członem. Nazwa miejscowości pochodzi od nazwiska dziedziców tych ziem – Kruszewskich, władających częścią Kobylina w 1506 r
.
W I Rzeczypospolitej wioska należała do ziemi bielskiej w województwie podlaskim.
W roku 1921 Kobylino-Kruszewo. Naliczono tu 33 budynki z przeznaczeniem mieszkalnym oraz 162 mieszkańców (70 mężczyzn i 92 kobiety). Wszyscy podali narodowość polską i wyznanie rzymskokatolickie.

## Współcześnie
Nieopodal wsi znajduje się Narwiański Park Narodowy.